# Nadzieja i chwała
Nadzieja i chwała (ang. Hope and Glory) – brytyjski komediodramat wojenny z 1987 roku w reżyserii Johna Boormana. Film nominowano w pięciu kategoriach do Oscara oraz w trzynastu do nagrody BAFTA.

## Opis fabuły
Bombardowania Londynu w pierwszych latach II wojny światowej widziane oczami kilkuletniego chłopca, dla którego jest to wielce ekscytująca przygoda. Jednak rodzina chłopaka nie podziela jego fascynacji, gdyż wszyscy pragną przede wszystkim przeżyć wojnę. Gdy siostra chłopca zakochała się w kanadyjskim lotniku, rodzina odkrywa, co jest tak naprawdę najważniejsze w życiu.

## Obsada
- Sebastian Rice-Edwards − Bill Rowan
- Geraldine Muir − Sue Rowan
- Sarah Miles − Grace Rowan
- David Hayman − Clive Rowan
- Sammi Davis − Dawn Rowan
- Derrick O’Connor − Mac
- Susan Wooldridge − Molly
- Jean-Marc Barr − Bruce Carrey
- Ian Bannen − dziadek George
- Annie Leon − babcia

i inni

## Nagrody i nominacje
- Oscar:
  - John Boorman − nominacje dla najlepszego filmu, reżyserii i scenariusza
  - Philippe Rousselot − nominacje za najlepsze zdjęcia
  - Anthony Pratt i Joanne Woollard − nominacja dla najlepszej scenografii

- BAFTA:
  - Susan Wooldridge − nagroda dla najlepszej aktorki drugoplanowej

- Złoty Glob:
  - Najlepszy musical lub komedia
  - John Boorman − nominacje za reżyserię i scenariusz